# Repentance (2008)
Repentance é um álbum de reggae do cantor Lee "Scratch" Perry, produzido em 2008 por Narnack Records.
Este álbum ganhou o prêmio Grammy de Melhor Álbum de Reggae na cerimônia do Grammy Awards em fevereiro de 2009.

## Faixas
O álbum Repentance possui duração de quarenta e sete minutos e dezesseis segundos dividido em doze faixas:
- Shine (4:17);
- Fire (3:59);
- Pum-Pum (3:42);
- Reggae Man (4:03);
- Baby Sucker (4:33);
- Crazy Pimp (4:00);
- War Dance (3:33);
- God Save His King (4:07);
- Santa Claus (3:57);
- Heart Doctor (3:13);
- Chooga Cane (3:31);
- Party Time (4:21).